# Partido dos Direitos da Croácia

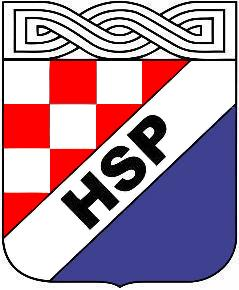

O Partido dos Direitos da Croácia (em croata: Hrvatska stranka prava, HSP) é um partido político de direita da República da Croácia, o mais antigo do país. O "direito" no nome do partido refere-se à ideia dos direitos étnicos e nacionais que o partido tem jurou proteger, desde a sua fundação no século XIX. Embora o HSP manteve o seu antigo nome, hoje é um partido de direita com uma plataforma etnocêntrica.